# 米夏埃尔·吉尔
米夏埃尔·吉尔（德語：Michael Gier，1967年7月19日—），瑞士男子赛艇运动员。他曾代表瑞士参加1996年和2000年夏季奥林匹克运动会赛艇比赛，其中1996年奥运会获得一枚金牌。

## 家庭
弟弟马库斯·吉尔。